# Plexiphleps
Plexiphleps là một chi bướm đêm thuộc họ Noctuidae.

## Loài
- Plexiphleps stellifera (Moore, 1882)

## Hình ảnh

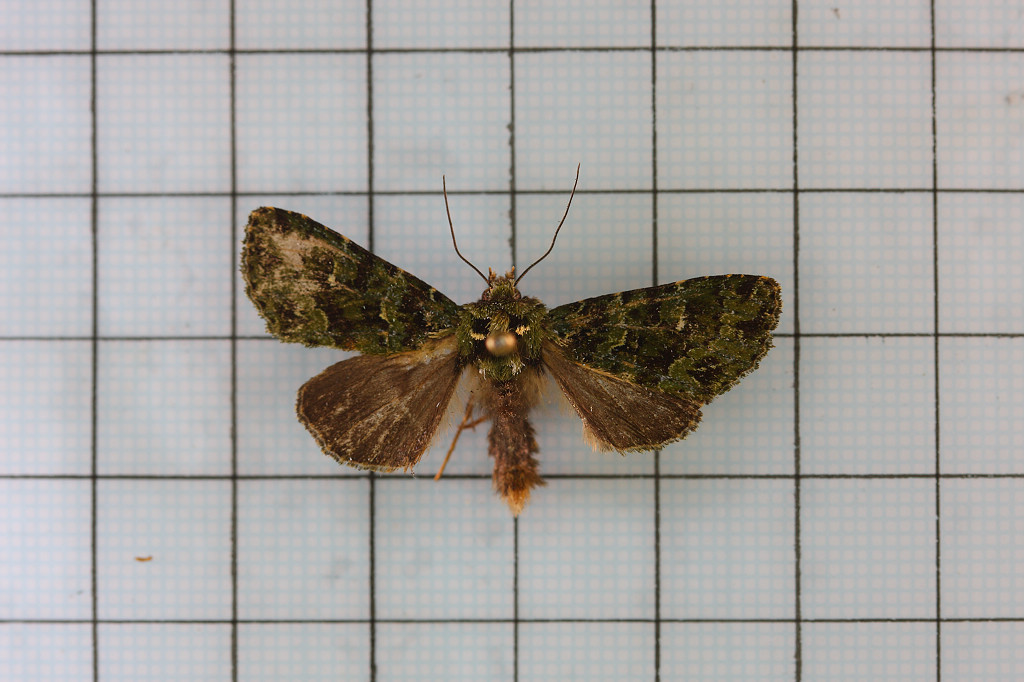